# La pietra scolpita
La pietra scolpita (in francese La pierre sculptée) è un romanzo fantasy di Guillaume Prévost pubblicato in Francia nel 2006 mentre in Italia nel 2007.
La pietra scolpita è il primo libro di una trilogia chiamata Il libro del tempo (Le livre du temps).
In Italia il libro è stato pubblicato dalla casa editrice La Nuova Frontiera.

## Trama
Samuel Faulkner "Sam" è un ragazzo di 14 anni che, il giorno del suo compleanno, mentre è alla ricerca del padre scomparso da giorni, scopre un passaggio segreto nella libreria di quest'ultimo. 
Dentro la stanza scopre prima una strana pietra con un sole in rilievo al centro, poi una moneta bucata e, mettendo quest'ultima nel sole, avverte un intenso bruciore che gli pervade tutto il corpo e viene catapultato in un'isoletta del Medioevo minacciata dai Vichinghi.